# Berkensigarenmaker
De berkensigarenmaker of berkenbladrolkever (Deporaus betulae) is een keversoort uit de familie Rhynchitidae. De wetenschappelijke naam van de soort is voor het eerst geldig gepubliceerd in 1758 door Linnaeus.

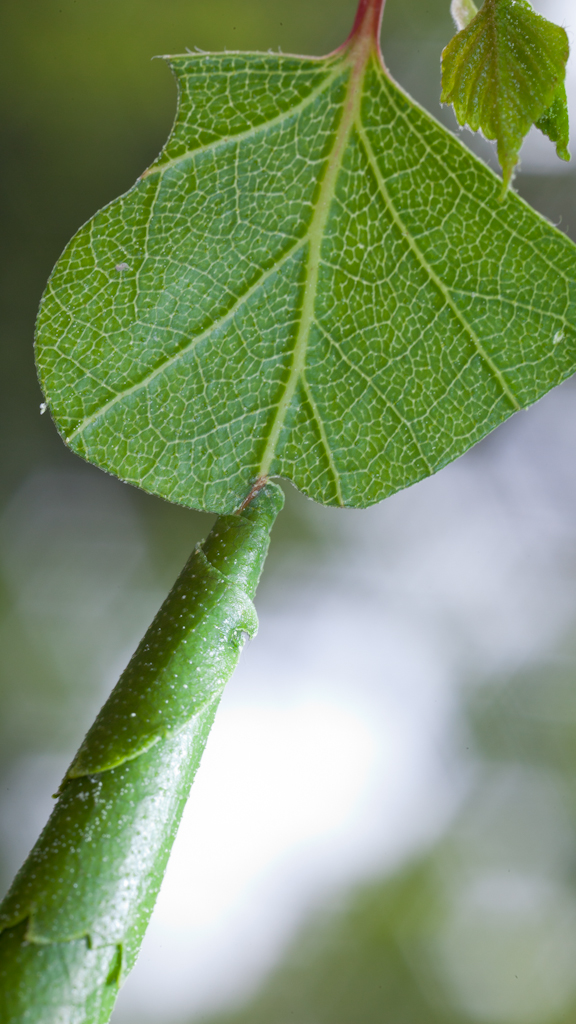
Typerende bladrol
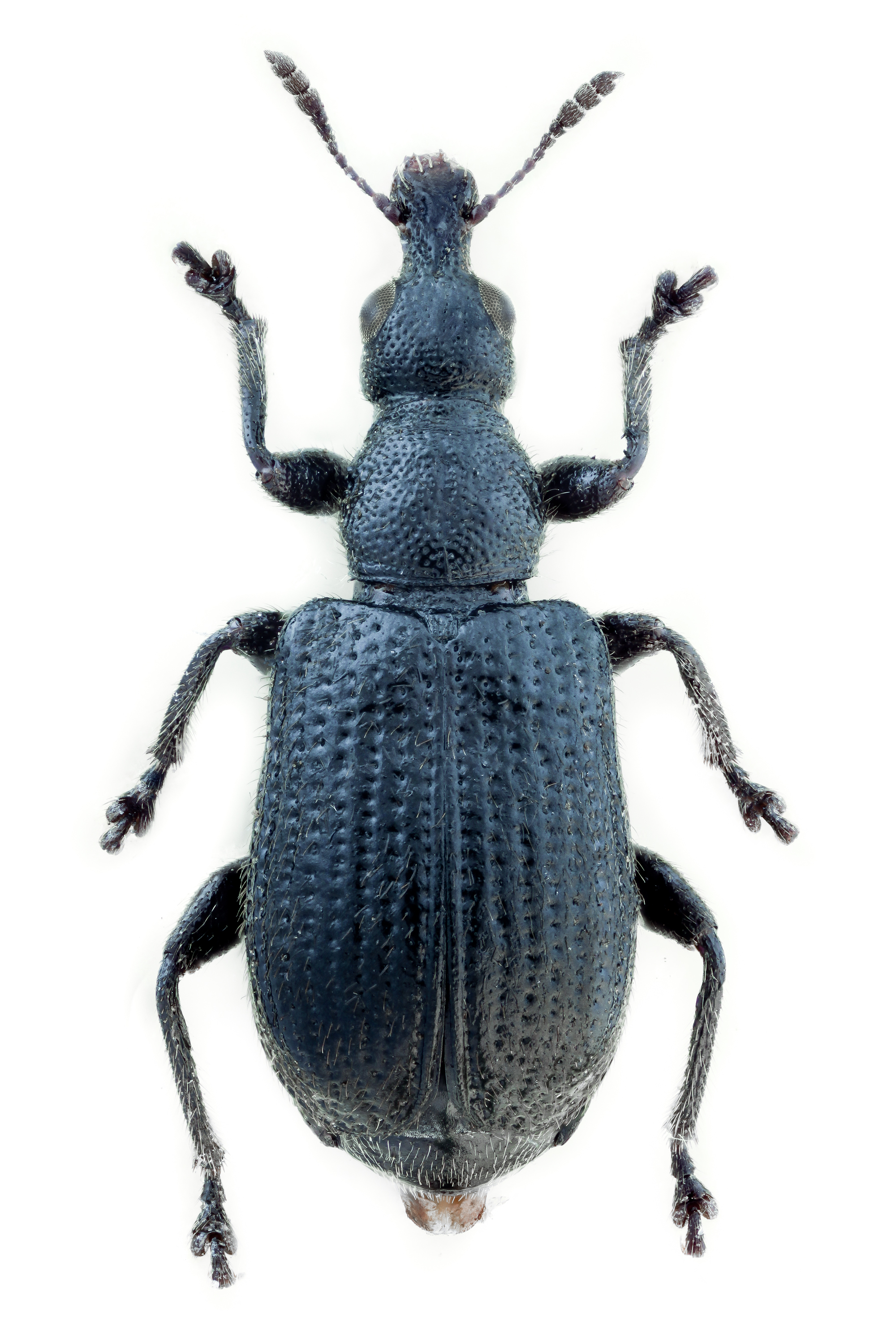
Vrouwtje
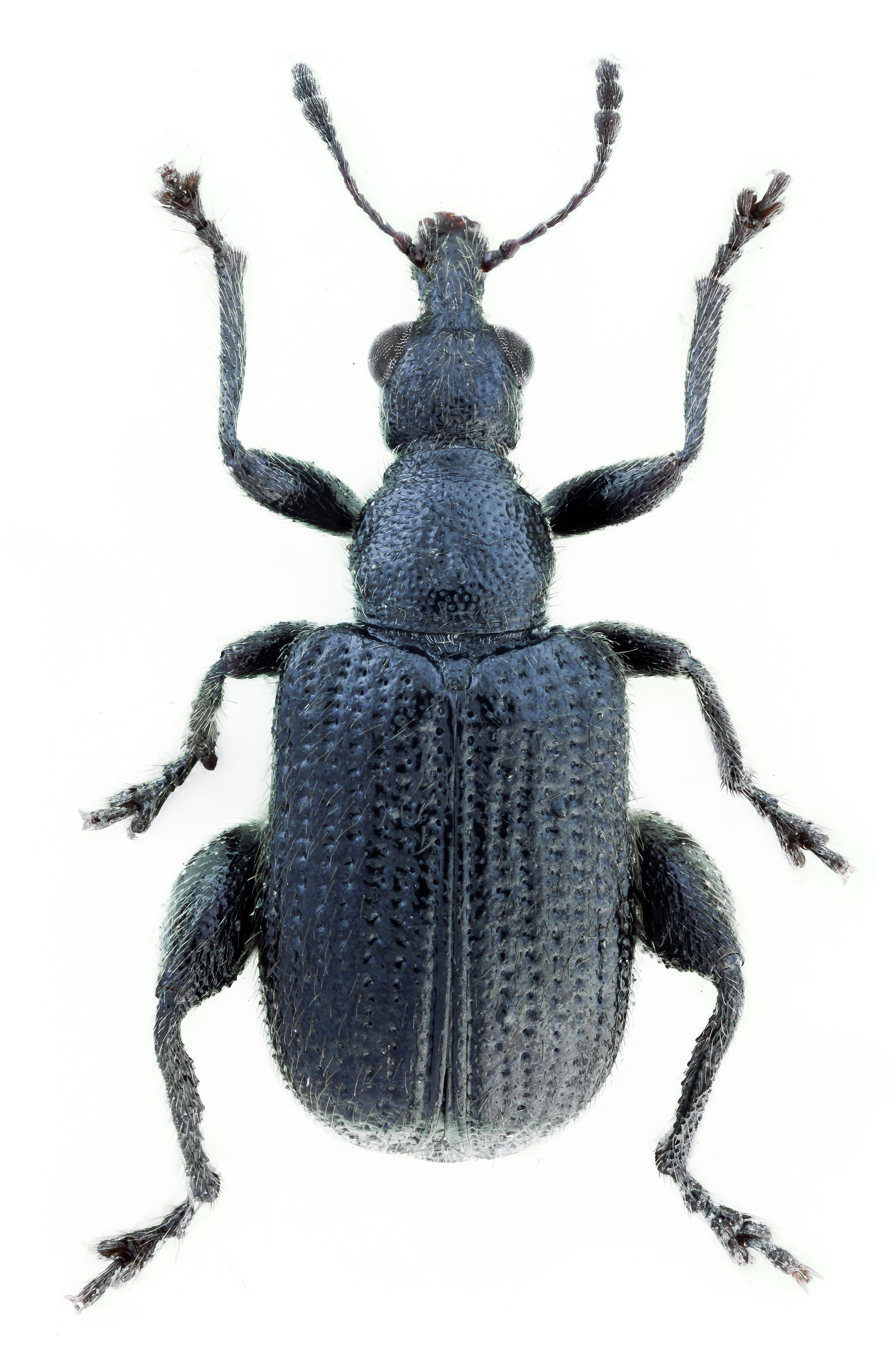
Mannetje